# Airbag (automóvil)

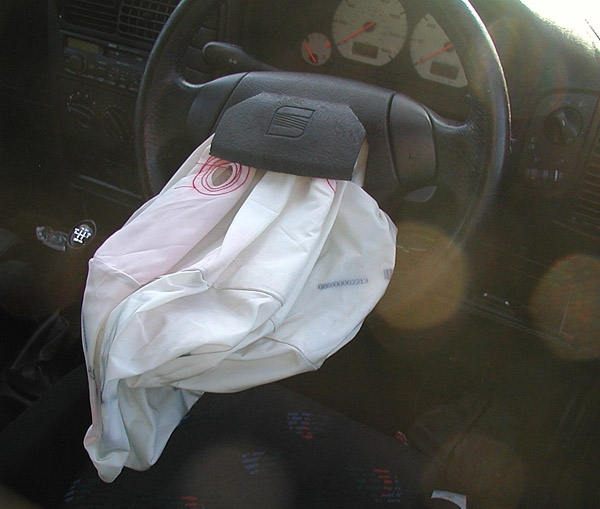
Bolsa de aire desinflada en un SEAT Ibiza. La bolsa de aire se infla en unos 0,03 segundos. El conductor salió ileso del accidente, pero el coche quedó en pérdida, debido a la deformación del chasis.

El airbag (del inglés) o bolsa de aire, también llamado cojín de aire o colchón de aire, es un sistema de seguridad pasiva instalado en los automóviles modernos. También tienen un uso industrial en sistemas elevadores o donde se necesita suspender una carga a una "corta" distancia; por ejemplo existen configuraciones utilizadas para suspender aviones (cuando por cualquier motivo no cuentan con tren de aterrizaje). Se los puede encontrar en equipos para pruebas de impacto o presión donde el airbag ejerce presión sobre el elemento a analizar; por ejemplo en pruebas ciclónicas de planchas metálicas para techo.

## Historia
El ingeniero estadounidense John W. Hetrick presentó una patente el 5 de agosto de 1952, que fue concedida con el número 2.649.311 el 18 de agosto de 1953. El ingeniero alemán Walter Linderer presentó la patente alemana número 896.312 el 6 de octubre de 1951, se publicó el 12 de noviembre de 1953, aproximadamente tres meses después de John W. Hetrick. Ambos prototipos se basaban en aire comprimido liberado por un resorte, por el contacto del parachoques. 
En 1964, el ingeniero japonés Yasuzaburou Kobori invento un sistema de "red de seguridad" de bolsas de aire que empleaba un dispositivo explosivo para activar el inflado de las bolsas de aire, por lo que obtuvo patentes en 14 países. 
En 1967, Allen K. Breed desarrolló un sensor electromecánico y una bola de acero unida a un tubo mediante un imán. Esto, junto con la pequeña explosión de azida de sodio, sirvió para inflar los airbags, en lugar de utilizar aire comprimido. 
En 1973, General Motors fabricó una flota de Chevrolet Impalas con bolsas de aire en 1973, solo para uso gubernamental. El Oldsmobile Toronado de 1973 fue el primer automóvil con bolsa de aire para el pasajero vendido al público.
En 1981, Mercedes-Benz desarrollo el sistema moderno y fiable que lo incorporó en el Mercedes Clase S W126 y después fue instalado en el Mercedes Clase E W123.

## Partes
El sistema airbag en un vehículo se compone de:
- Detectores de impacto: situados normalmente en la parte interior del vehículo, la parte que empezará a desacelerarse antes en caso de colisión, aunque cada vez se ponen más sensores, distribuidos por todo el vehículo de manera que no se produzcan errores en su activación.
- Dispositivos de inflado: los cuales, gracias a una reacción química, producen en un tiempo muy reducido una gran cantidad de gas (de un modo explosivo).
- Bolsas de nailon: infladas normalmente con el nitrógeno resultante de la reacción química.

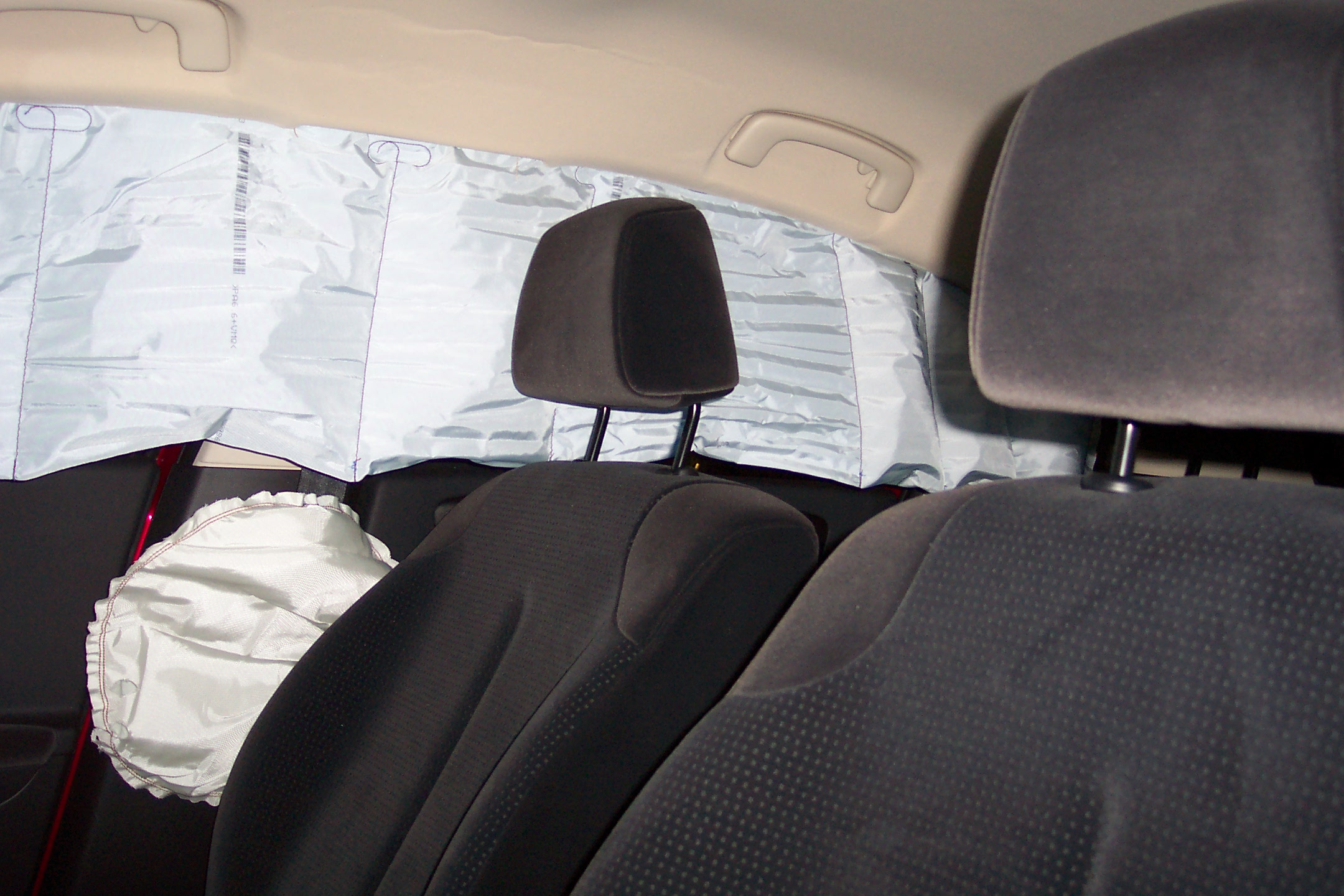
Airbag de cortina.

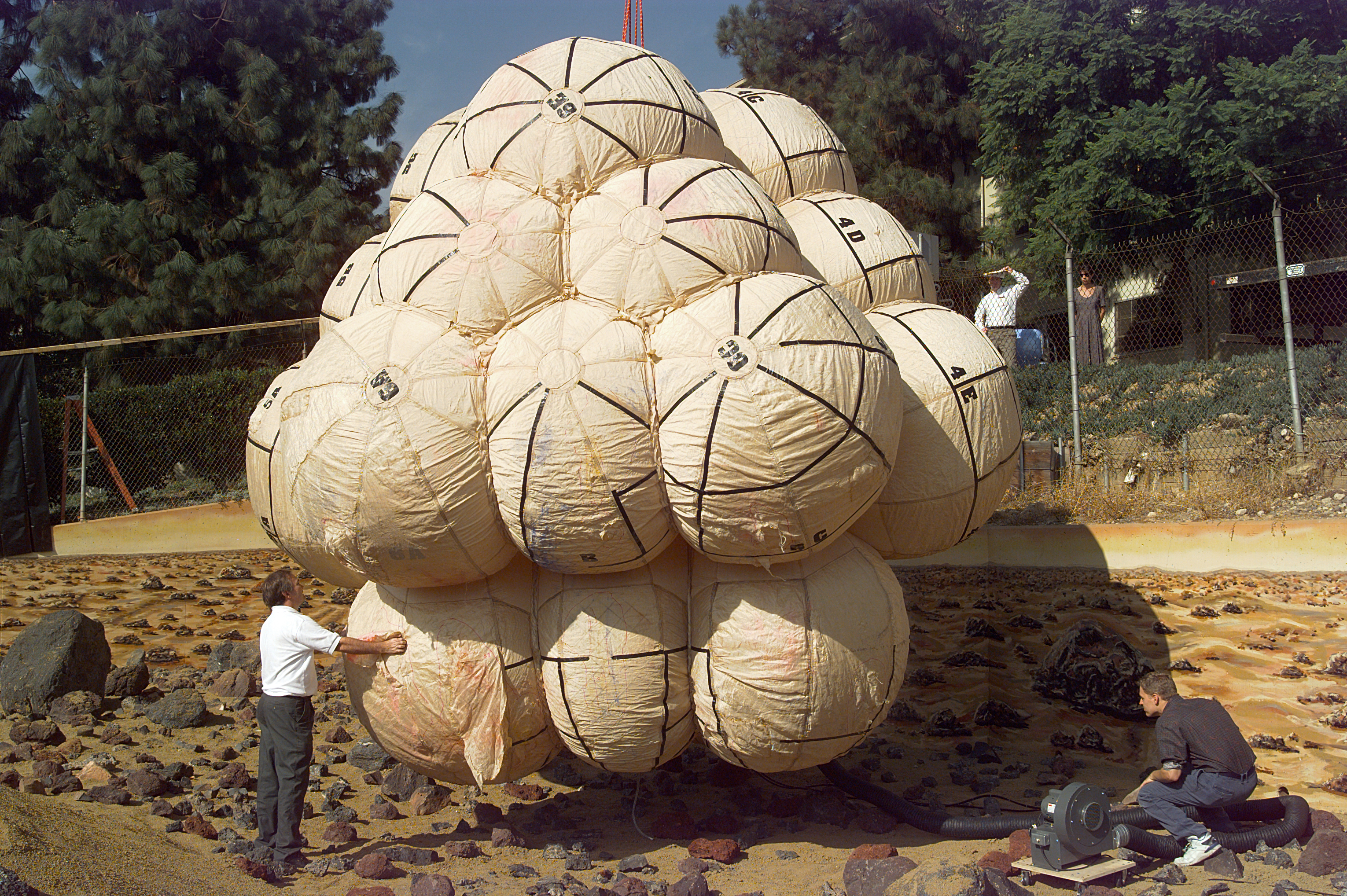
Las bolsas de aire sirvieron también para el descenso suave de la sonda Mars Pathfinder.

## Descripción
En caso de colisión, (con aceleración mayor que 3 G), su función es amortiguar con las bolsas inflables el impacto de los ocupantes del vehículo contra el volante, el panel de instrumentos y el parabrisas en caso de los airbag delanteros y contra ventanas laterales en los delanteros y traseros. Se estima que en caso de impacto frontal, su uso puede reducir el riesgo de muerte en un 30%.
También existen airbags "de cortina" (en inglés, side curtain airbags). Estos se inflan desde el techo del automóvil (en la zona cercana al marco superior de las ventanillas, casi pegado a la ventanilla) y proporcionan protección para la cabeza de los ocupantes en el caso de choque lateral. Los "airbags laterales" se inflan desde el lateral del asiento y protegen el tórax de los ocupantes en caso de choque lateral.
Recientemente se ha desarrollado un airbag para proteger las piernas del conductor e impedir que choquen contra la columna de dirección.
Debido a la velocidad con la que el dispositivo de inflado genera los gases de la bolsa de aire, esta tarda solamente en inflarse entre 30 y 40 milésimas de segundo, saliendo de su alojamiento a una velocidad cercana a los 300 km/h. La bolsa permanece solo unas décimas de segundo inflada, ya que va expulsando el gas por unos orificios que tiene al efecto de dosificar la fuerza aplicada sobre el ocupante. La bolsa no impide por ello la movilidad de los ocupantes.
A pesar de lo que pueda parecer, no evitan más lesiones que los cinturones de seguridad[cita requerida]. El cinturón de seguridad es el elemento de seguridad pasiva más efectivo[cita requerida]. El uso del airbag es  complementario, e inclusive pueden lesionar al ocupante si este no lleva el cinturón de seguridad abrochado en el momento del impacto[cita requerida].

## Funcionamiento
El diseño es conceptualmente simple; una central "unidad de control de airbag" controla un número de sensores relacionados, dentro del vehículo, incluyendo acelerómetros, sensores de impacto lateral (puerta) sensores de presión,  sensores de velocidad de las ruedas, giroscopios, sensores de presión de frenado y sensores de ocupación del asiento. 
Cuando el "umbral" prefijado de disparo es alcanzado o superado, la unidad de control del airbag disparará el encendido de un generador de gas propelente para inflar rápidamente una bolsa de tela. Cuando choca, el ocupante del vehículo aprieta la bolsa y el gas escapa de manera controlada a través de pequeños agujeros de ventilación. El volumen de la bolsa de aire y el tamaño de las aberturas en la bolsa se adaptan a cada tipo de vehículo, la difusión de la desaceleración (y por lo tanto fuerza experimentada por) del ocupante a través del tiempo y sobre el cuerpo del ocupante, en comparación con un cinturón de seguridad.
Las señales de los distintos sensores se introducen en la unidad de control del airbag, que determina a partir de ellas el ángulo de impacto, la severidad, o la fuerza del choque, junto con otras variables. 
Dependiendo del resultado de estos cálculos, el ACU también puede desplegar varios dispositivos de retención adicionales, tales como cinturones de seguridad con pretensores y / o bolsas de aire (incluyendo bolsas frontales para conductor y pasajero delantero, junto con bolsas laterales montadas en los asientos, y " airbags de cortina "que protegen la cara del impacto contra el vidrio lateral). 
Cada dispositivo de retención es normalmente activado con uno o más dispositivos pirotécnicos, comúnmente llamado iniciador eléctrico que consiste en un conductor eléctrico envuelto en un material combustible. Se activa con un impulso de corriente entre 1 a 3 amperios en menos de 2 milisegundos. Cuando ese conductor se calienta lo suficiente, se inflama el material combustible, lo que inicia el generador de gas. 
En el cinturón de seguridad con pretensor, este gas caliente se utiliza para accionar un pistón que tira de la holgura del cinturón de seguridad. En una bolsa de aire, el iniciador se utiliza para encender un propelente sólido dentro del inflador de airbag. 
El propelente se genera formando gas inerte que rápidamente infla la bolsa de aire en aproximadamente 20 a 30 milisegundos. Una bolsa de aire se debe inflar rápidamente con el fin de ser completamente inflada en el momento que el ocupante va hacia delante y alcanza su superficie exterior. 
Típicamente, la decisión de despliegue de un airbag en un choque frontal se realiza dentro de los 15 a 30 milisegundos después del comienzo del choque, y los airbags del conductor y del pasajero están completamente inflados dentro de aproximadamente 60-80 milisegundos después del primer momento de contacto del vehículo. 
Si se despliega el airbag demasiado tarde o demasiado lentamente, el riesgo de lesión al ocupante del contacto con el inflado del airbag puede aumentar. 
Por la distancia existente entre el pasajero y el panel de instrumentos, el airbag del acompañante es mayor y requiere más gas para llenarlo.
Los sistemas más antiguos de airbag contenían una mezcla de ácida sódico o nitruro de sodio ({\displaystyle {\ce {NaN3}}}), nitrato de potasio ({\displaystyle {\ce {KNO3}}}), y sílice ({\displaystyle {\ce {SiO2}}}). Un airbag típico del lado del conductor contiene aproximadamente (50 a 80) g de {\displaystyle {\ce {NaN3}}}, con el mayor airbag del lado del pasajero que contiene aproximadamente 250 g. 
Dentro de aproximadamente 40 milisegundos de impacto, todos estos componentes reaccionan en tres reacciones separadas que producen gas nitrógeno. Las reacciones, en orden, son las siguientes.
| # | Reacción                                                                             |
| - | ------------------------------------------------------------------------------------ |
| 1 | {\displaystyle {\ce {2 Na N_3 -> 2 Na + 3N_{2(gas)}}}}                               |
| 2 | {\displaystyle {\ce {10Na + 2K N O3 -> K2 O + 5Na2 O + N_{2(gas)}}}}                 |
| 3 | {\displaystyle {\ce {K2O + Na2O + 2SiO2 -> K2O3Si + Na2O3Si_{(polvo de silicato)}}}} |

La primera reacción química es la descomposición de {\displaystyle {\ce {NaN3}}} bajo condiciones de alta temperatura utilizando un impulso eléctrico. Este impulso genera a 300 °C las temperaturas necesarias para la descomposición de la {\displaystyle {\ce {NaN3}}} que produce el metal sodio ({\displaystyle {\ce {Na}}}) y el gas {\displaystyle {\ce {N2}}}.
Como el metal {\displaystyle {\ce {Na}}} es altamente reactivo, el {\displaystyle {\ce {KNO3}}} y el {\displaystyle {\ce {SiO2}}} reaccionan y lo retiran para a su vez producir más {\displaystyle {\ce {N2}}} gas. 
La segunda reacción demuestra precisamente eso. 
La razón por la que {\displaystyle {\ce {KNO3}}} se utiliza en lugar de algo como de {\displaystyle {\ce {NaNO3}}} se debe a que es menos higroscópico (absorbe menos agua). Es muy importante que los materiales utilizados en esta reacción no sean higroscópicos ya que la humedad absorbida puede desensibilizar el sistema y causar falla. 
La reacción final se utiliza para eliminar el {\displaystyle {\ce {K2O}}} y el {\displaystyle {\ce {Na2O}}} producidos en las reacciones anteriores porque estos óxidos de metales del primer período son altamente reactivos. 
Estos productos reaccionan con {\displaystyle {\ce {SiO2}}} para producir un polvo de silicato que es un compuesto inofensivo y estable.
De acuerdo con la patente, el tamaño de partícula de la azida de sodio, nitrato de potasio, y dióxido de silicio son importantes. 
El tamaño de partículas del {\displaystyle {\ce {NaN3}}} y del {\displaystyle {\ce {KNO3}}} debe ser entre 10 y 20 micras, mientras que el del {\displaystyle {\ce {SiO2}}} debe ser de entre 5 y 10 micras.
Ha habido un esfuerzo reciente para encontrar compuestos alternativos que pueden ser utilizados en los airbags que tienen subproductos aún menos tóxicos.
Es de aclarar que no siempre el airbag se activa luego de una colisión, ya sea porque el choque ha sido de baja intensidad y no supone riesgo para los ocupantes,  o porque el ángulo de choque no corresponde al establecido por la unidad. 
Tampoco se activa el airbag si el choque se ha ocasionado en un determinado lugar el vehículo que no dispone de airbag. Por ejemplo, si el vehículo solo tiene airbags frontales, en caso de recibir un impacto lateral no se activarán los airbags frontales.